# 杨培栋
杨培栋（1974年9月—），男，山东人，中华人民共和国外交官，现任中华人民共和国驻哥德堡总领事。杨培栋毕业於中国人民大学及外交学院，擁有法学学士以及硕士的学位。

## 生平
1996年，杨培栋毕业于中国人民大学法学院，进入中华人民共和国外交部工作，先后在外交部港澳事务办公室、外交部香港澳门台湾事务司任科员、随员。2000年，外派驻印度尼西亚大使馆任随员，后升任三等秘书。2004年，任外交部领事司三等秘书、二等秘书，副处长。2008年，任驻美国大使馆二等秘书、一等秘书，兼证件组长、领侨组长。2011年，任外交部领事司护照处处长。2013年4月，改任外交部领事司信息技术处处长。2014年，任驻约翰内斯堡总领事馆副总领事。2017年3月，杨培栋任满离职，调任外交部驻香港特派员公署领事部主任。2020年，升任外交部巡视工作领导小组办公室副主任。2024年4月，出任中华人民共和国驻哥德堡总领事。